# آسیا (استان رومی)
آسیا (به لاتین: Asia) نام یکی از استان‌های روم بود که در ۱۳۲ پیش از میلاد با یک فرمان سنا مبنی بر انضمام قلمرو پادشاهی پرگامون به جمهوری روم، بخشی از این جمهوری شد زیرا آتالوس سوم، واپسین پادشاه پرگامون، در سال ۱۳۳ ق. م پادشاهی‌اش را برای جمهوری روم به ارث گذاشته بود. گفتنی است این استان در امپراتوری بیزانس با عنوان فریگیه شناخته می‌شد.